# Абу Убейда бін аль-Джерах
Абу Убейда бін аль-Джерах (араб. عامر بن عبدالله بن الجراح; 583, Мекка — 639, долина Йордану) — видатний мусульманський командувач та один з найвідзначеніших сахаба. Головнокомандувач Праведного халіфату і один з призначених Умаром наступників, проте він помер ще до халіфа у 639 р. від чуми.

## Біографія
Майже половина життя Абу Убейди минула в доісламські часи, і цей період достеменно невідомий. Саме з виникненням ісламу він отримав широке визнання і славу. Другий етап життя Абу Убейди нерозривно пов'язаний з Левантом, зокрема його завоюванням.
Прийняв іслам в мекканський період, брав участь у гіджрі в Ефіопію, у всіх битвах Пророка, зокрема в битві при Бадрі.  
Коли на його землях поширилася чума, серед сахаба виникли дискусії щодо дозволу на в'їзд чи виїзд стосовно земель, де вирує епідемія. Халіф Умар був з Абу Убейдою в той рік, коли спалахнула хвороба. Втім, вона поширилася вже коли халіф доїжджав до Медини. 

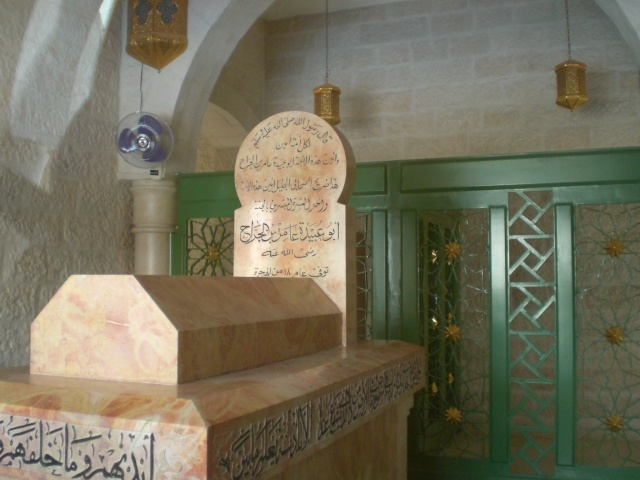
Могила Абу Убейди